# Anouvong
Koning Somdetch Brhat Chao Anuradharaja Jaya Sridatha Adiraja Chandrapuri Sri Sadhana Kanayudha Visudhirattana Rajadhanipuri Rama Lanjang Krum Klao, beter bekend onder de naam Anouvong en soms ook wel als Sai Setthathirat IV, volgde koning Inthavong op als 6e en laatste koning van het koninkrijk Vientiane in 1805.  Hij werd geboren in 1767 en bij geboorte kreeg hij de naam prins Anura Varman en hij was de derde zoon van koning Ong Boun. Hij werd gevangengenomen door de Siamezen in 1778. Hij werd als onderkoning (Maha Uparaja) aangewezen door koning Rama I van Siam op 2 februari 1795 tegelijk met de aanwijzing van zijn oudere broer Inthavong als koning van het koninkrijk Vientiane. 
Op 7 februari 1805 werd hij bij de dood van zijn broer tot koning uitgeroepen. Hij was een fel tegenstander van de Siamese overheersing (op dat moment onder koning Rama III) en dit leidde ertoe dat hij in 1828 de noordoostelijke provincies van Siam binnenviel. Hij deed dit omdat hij in de overtuiging was dat de Britten die op dat moment Birma onder controle hadden ook Siam zouden binnenvallen. Dit gebeurde echter niet en hij werd verslagen door een Siamees leger. Een detail hierbij is dat in 1821 zijn eigen dochter, prinses Chandrajumi en in 1827 zijn kleindochter, prinses Kaeva Kumari met koning Rama III getrouwd waren. 
Anouvong werd gevangengenomen en geblinddoekt in een ijzeren kooi publiek tentoongesteld. De stad Vientiane werd op een paar tempels na (Wat Si Saket) volledig verwoest. Alle inwoners werden meegenomen naar Siam om daar de dunbevolkte noordoostelijke provincies te bevolken. Door veel mensen in Laos wordt hij tegenwoordig gezien als een volksheld die opstond tegen de overheersing door Siam. 
Anouvong had voor zover bekend vier vrouwen waaronder:
- Koningin (Khaniphong), zij stierf in Bangkok in de nacht van 25 januari op 26 januari 1829
- Prinses (Chao Nang) Suni (Sone) van Lakhon Phanom.
- Nang Biani (Phian)

Anouvong stierf in de nacht van 25 januari op 26 januari 1829 samen met zijn eerste vrouw en drie zonen. Hij had voor zover bekend 25 zonen en een onbekend aantal dochters:
- Prins (Sadet Chao Fa Jaya) Sudhisara Suriya (Sonthesan Sua) ook wel Poh. Hij werd gevangengenomen door de Siamezen op 23 oktober 1828 en had voor zover bekend 1 zoon:
  - Prins (Sadet Chao) Subaya (So Pha)
- Prins (Sadet Chao Fa Jaya) Nagaya (Ngaow)
- Prins (Sadet Chao Fa Jaya) Yuva (Rajabud Yoh)
- Prins (Sadet Chao Fa Jaya) Deva (Teh), hij werd gevangengenomen door de Siamezen op 23 oktober 1828 en verbannen naar Bangkok
- Prins (Sadet Chao Fa Jaya) Barna (Banh), hij werd gevangengenomen door de Siamezen op 23 oktober 1828 en verbannen naar Bangkok
- Prins (Sadet Chao Fa Jaya) Duang Chandra (Duang Chanh), hij werd gevangengenomen door de Siamezen op 23 oktober 1828 en verbannen naar Bangkok
- Prins (Sadet Chao Fa Jaya) Kamabhinga (Kham-pheng)
- Prins (Sadet Chao Fa Jaya) Panaya (Pane), hij overleed in Bangkok in de nacht van 25 januari op 26 januari 1829
- Prins (Sadet Chao Fa Jaya) Suvarna Chakra (Suvannachak)
- Prins (Sadet Chao Fa Jaya) Jayasana (Sayasan)
- Prins (Sadet Chao Fa Jaya) Suriya (Sua)
- Prins (Sadet Chao Fa Jaya) Minhiya (Menh)
- Prins (Sadet Chao Fa Jaya) Jangaya (Xang), hij overleed in Bangkok in de nacht van 25 januari op 26 januari 1829
- Prins (Sadet Chao Fa Jaya) Ungagama (Ung Kham)
- Prins (Sadet Chao Fa Jaya) Khattinhah
- Prins (Sadet Chao Fa Jaya) Buddhasara (Phuthasad)
- Prins (Sadet Chao Fa Jaya) Tissabunga (Disaphong)
- Prins (Sadet Chao Fa Jaya) Dhanana (Thenan), hij trouwde met een dochter van de gouverneur van Nong Khai, zij kregen samen een dochter: 
  - Prinses (Sadet Chao Nang) Kaeva Kumari (Keo Koumarn), zij zou met koning Rama III van Siam trouwen.
- Prins (Sadet Chao Fa Jaya) Kli, hij had een dochter:
  - Prinses (Sadet Chao Nang) Anumara (Numan). Zij trouwde in 1860 in Bangkok met koning Rama IV van Siam.
- Prinses (Sadet Chao Fa Jaya Nang) Gamavani (Kham-Vanh), zij werd gevangengenomen door de Siamezen op 12 november 1828 en verbannen naar Bangkok
- Prinses (Sadet Chao Fa Jaya Nang) Jangami (Xieng Kham)
- Prinses (Sadet Chao Fa Jaya Nang) Gamabangi (Kham-Pheng), zij werd gevangengenomen door de Siamezen op 12 november 1828 en verbannen naar Bangkok
- Prinses (Sadet Chao Fa Jaya Nang)  Nuyi (Nu), zij werd gevangengenomen door de Siamezen op 12 november 1828 en verbannen naar Bangkok
- Prinses (Sadet Chao Fa Jaya Nang) Sri (Si), zij trouwde in 1812 met prins Mahasena Anuraksha (Chuya), de derde zoon van koning Rama I
- Prinses (Sadet Chao Fa Jaya Nang) Chandrajumi (Chantarachome), zij trouwde in 1821 met koning Rama III van Siam
- Prinses (Sadet Chao Fa Jaya Nang) Nujini (Nu-Chine)